# 扩展坞

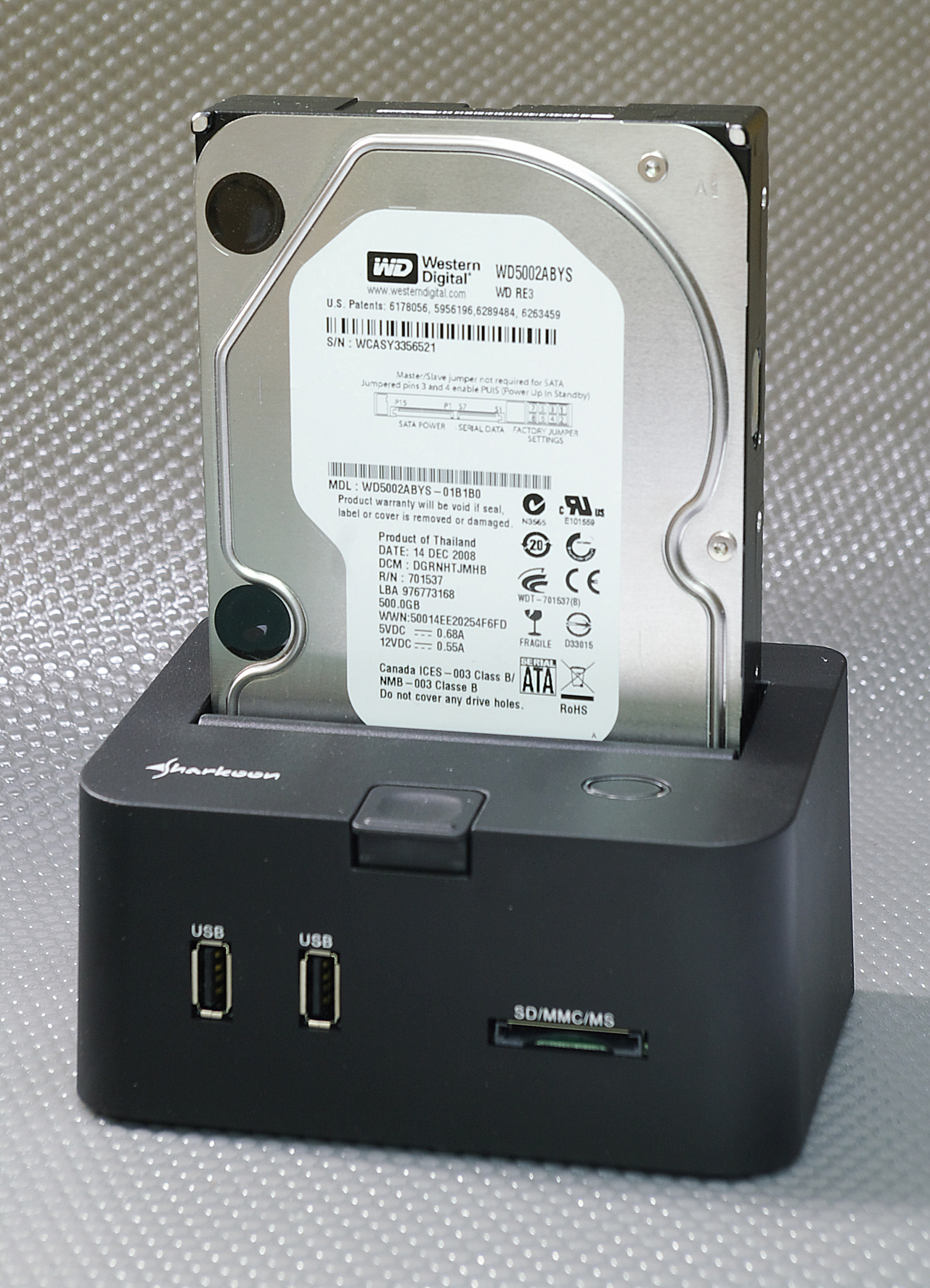
使用在電腦硬碟的擴展坞

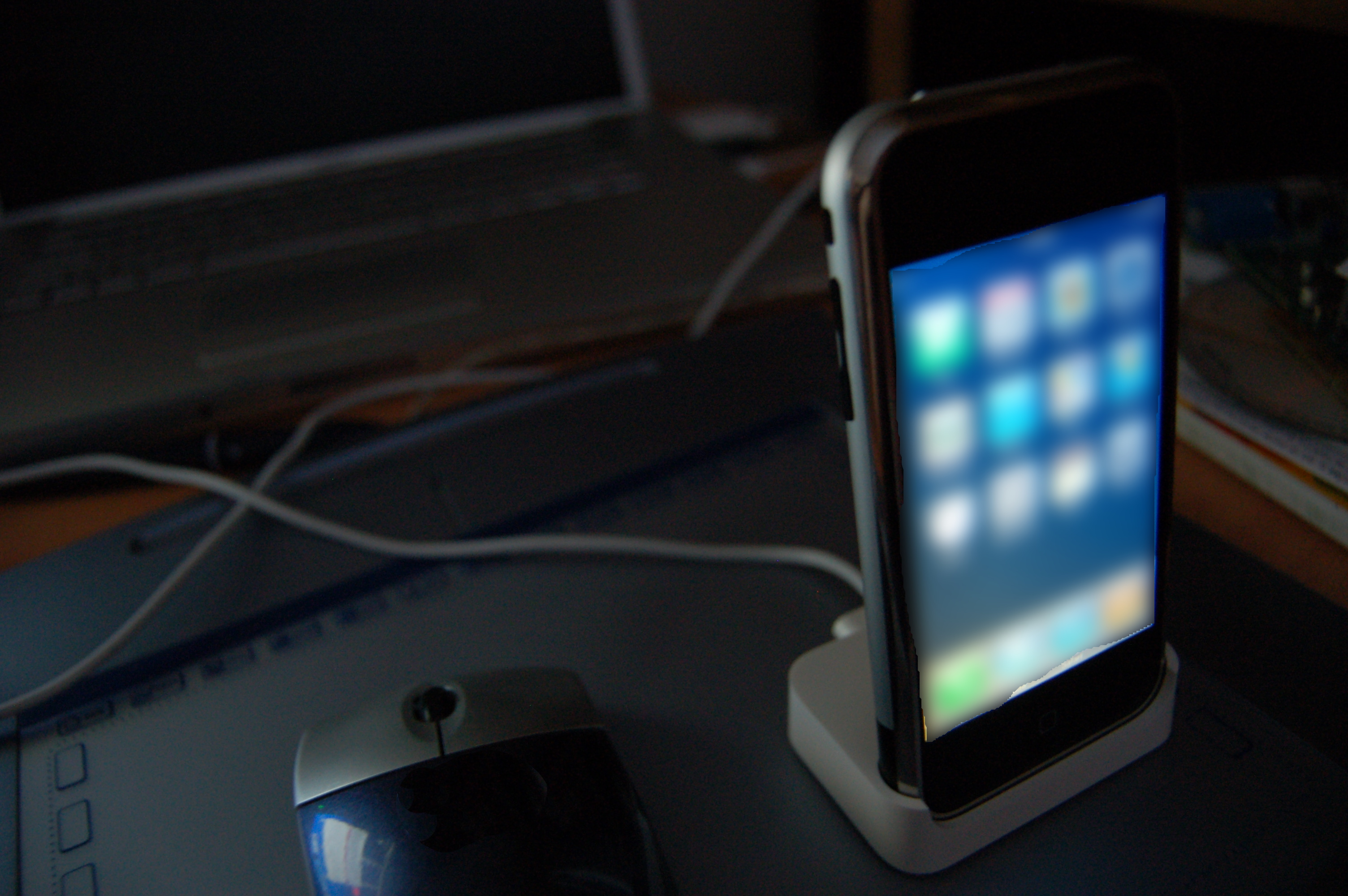
使用在手機的擴展坞

扩展坞（Docking station），又称端口复制器（Port Replicator），是为便携式移动电子设备（主要为笔记本电脑）设计的一种外置设备。通过复制和扩展笔记型电脑的端口，可使笔记本电脑与多个配件或外置设备（如电源适配器、网线、鼠标、外置键盘、印表機及外置显示器）方便地一站式连接。

## 功能
- 复制接口：将电脑的接口采用直接连接的方式复制到扩展坞上，一些情况下还可以提供变形的接口（如将mini HDMI转换为HDMI）以方便连接。
- 扩展接口：在提供电脑原有接口的基础上额外增加其他接口，额外的接口可能由电脑主板提供，也可能由扩展坞内置的芯片提供。
- 额外的硬件：此类扩展坞中包含额外的硬件设备如硬盘驱动器、GPU、电池等，可以提升电脑的使用性能。

## 附加功能
除复制端口以外，部分扩展坞还设计了一些附加功能。
- 防偷盗。在固定装置中加入防盗锁设计，防止钥匙持有者之外的人将笔记本电脑与端口复制器分离。
- 增强散热。在端口复制器底部留有空气流通空间，甚至加入小型风扇以增强空气流通散热。